# Allolobophora chlorotica
Allolobophora chlorotica, ook wel groene regenworm, is een soort regenworm die zich voedt en leeft in de bodem. Deze soort onderscheidt zich van andere regenwormen door de aanwezigheid van drie paar zuignapachtige schijven aan de onderkant van het clitellum. 

## Kenmerken
De regenworm is 3 tot 7 cm lang, zwak gepigmenteerd, bleek, blauwachtig tot groenachtig, ook roze. De borstelharen zijn nauw bij elkaar geplaatst en de hoofdlob verdeelt het volgende, eerste segment niet volledig. De mannelijke seksuele poriën bevinden zich op het 15e segment en er zijn een paar knobbeltjes op de segmenten 31, 33 en 15. Het clitellum strekt zich uit van het 29e tot het 37e segment.
Wat opvalt is het gele slijm in het lichaam, waardoor de worm veelkleurig lijkt. Bij verstoring rolt de worm zich meestal op, anders zijn zijn bewegingen behoorlijk traag vergeleken met andere regenwormen.

## Habitat
Allolobophora chlorotica in vochtige en natte grond met rijke tuingrond en in vochtige en rottende bladeren.

## Taxonomie
Allolobophora chlorotica is een zelfstandige soort binnen het geslacht. Het werd in 1826 wetenschappelijk beschreven door Marie Jules César le Lorgne de Savigny. Genetische studies hebben aangetoond dat vier soorten kunnen worden geïdentificeerd onder de naam Allolobophora chlorotica, met name de roze en groenachtige soorten zijn verschillend.